# Pxizov
Pxizov (en rus: Пшизов) és un poble (un aül) de la república d'Adiguèsia, a Rússia, que el 2022 tenia 815 habitants. Pertany al districte de Khakurinokhabl.